# 東彩子
東 彩子（あずま さいこ、1949年12月11日 - ）は、東京都出身のヴァイオリニスト。東京音楽大学講師。

## 略歴
桐朋学園大学音楽科にて齋藤秀雄、イタリアにてリカルド・ブレンゴーラに師事。1972年からリサイタル、室内楽、コンチェルトの活動を始め、1977年から1988年までヴァイオリンとピアノによる演奏会「DUO」、1991年から現在まで同形式の演奏会「デュオ・コンサート」を開催し、古典派音楽、ロマン派音楽からストラヴィンスキー、プロコフィエフ、三善晃などのヴァイオリン曲を演奏している。主な録音作品として「シューマン：ヴァイオリン・ソナタ全集」がある。
2023年10月11日(水) ルーテル市ヶ谷ホールにて東彩子 藤井一興 DUO「そして、バッハを」 第1回〈J.S.バッハ：ヴァイオリンとチェンバロの為のソナタ 全6曲演奏会/ヴァイオリンとピアノの為のデュオシリーズを40回続けた末に〉を開催。